# گمینا یانوویتسه ویلکیه
گمینا یانوویتسه ویلکیه (به لهستانی:  Gmina Janowice Wielkie) یک گمینا در لهستان است که در شهرستان یلنگا گورا واقع شده‌است. گمینا یانوویتسه ویلکیه ۵۸٫۰۹ کیلومتر مربع مساحت و ۴٬۰۶۶ نفر جمعیت دارد.